# HMS Juno (1938)
HMS Juno – brytyjski niszczyciel z okresu II wojny światowej, należący do typu J (J/K/N), w służbie Royal Navy w latach 1939–1941. Nosił znaki taktyczne F46, G36. Służył głównie na Morzu Śródziemnym, gdzie został zatopiony 21 maja 1941 w obronie Krety.
Za przebieg służby HMS „Juno” otrzymał 7 wyróżnień bitewnych (battle honours): Atlantyk 1939, Kalabria (przylądek Stilo) 1940, Libia 1940, bitwa koło przylądka Matapan 1941, Morze Śródziemne 1940-41, konwoje maltańskie 1941, bitwa o Kretę 1941.

## Budowa
Budowę okrętu zamówiono 25 marca 1937, na podstawie programu budowy z 1936 roku. Stępkę pod budowę położono 5 października 1937 w stoczni Fairfield Shipbuilding and Engineering Company w Govan w Szkocji. Kadłub wodowano 8 grudnia 1938. Okręt miał otrzymać nazwę „Jamaica”, lecz jeszcze przed wodowaniem zamieniono ją na „Juno” (od rzymskiej bogini Junony), gdyż nazwę „Jamaica” nadano jako bardziej adekwatną krążownikowi typu Colony. Był to 9. okręt noszący tę nazwę. Okręt oddano do służby w Royal Navy 24 sierpnia 1939. W tej samej stoczni budowano równolegle też niszczyciel „Kelvin” identycznego typu K, a następnie „Napier” i „Nestor” identycznego typu N.

## Służba

### Morze Północne 1939–1940
„Juno” wszedł do służby tuż przed wybuchem II wojny światowej i po uzyskaniu gotowości, 3 września 1939 wszedł w skład 14. Dywizjonu 7 Flotylli Niszczycieli. Flotylla ta grupowała  okręty typu J i po wybuchu wojny bazowała w ujściu rzeki Humber, jako część sił Humber Force, wydzielonych z Floty Metropolii (Home Fleet). Przez pierwsze miesiące wojny niszczyciele flotylli, w tym „Juno”, głównie patrolowały na Morzu Północnym i eskortowały tam konwoje przybrzeżne. Od 8 września do 30 września 1939 „Juno” był przydzielony do Dowództwa Zachodnich Podejść, bazując w Devonport, następnie do 17 października był remontowany, po czym powrócił do Humber Force. 7 grudnia 1939 w nocy, patrolując z niszczycielem HMS „Jersey”, natknął się na niemieckie niszczyciele „Erich Giese” i „Hans Lody”, które zaatakowały brytyjski zespół torpedami, uszkadzając „Jersey”, odholowany następnie do portu przez „Juno”. 24 stycznia 1940 „Juno” z „Jervis” osłaniał stawianie obronnej zagrody minowej przez HMS „Princess Victoria”.
W kwietniu i maju 1940 „Juno” brał udział w kampanii w Norwegii, głównie osłaniając konwoje i zespoły floty. 9 kwietnia wyszedł w morze w eskorcie pancernika HMS „Warspite”, dołączając do głównych sił Home Fleet adm. Forbesa. 17 kwietnia osłaniał krążownik ciężki HMS „Suffolk” bombardujący Stavanger (wraz z HMS „Hereward”, „Janus” i „Kipling”). W dniach 23-30 kwietnia brał udział w eskorcie lotniskowców HMS „Ark Royal” i „Glorious”, atakujących cele lądowe w Norwegii.

### Morze Śródziemne 1940–1941
15 maja 1940 „Juno” (wraz z „Janus” z 7 Flotylli) został przeniesiony do 14 Flotylli Niszczycieli Floty Śródziemnomorskiej w Aleksandrii, dowodzonej przez komandora Philipa Macka. Zmieniono mu wówczas znak burtowy z F46 na G46. Bazując głównie w Aleksandrii, brał następnie aktywny udział w działaniach przeciw flocie i żegludze włoskiej oraz osłonie konwojów na Maltę i działań głównych sił floty. 6 lipca 1940 wraz z krążownikiem HMS „Capetown” i niszczycielami HMS „Ilex”, „Imperial” i „Janus” ostrzeliwał port w Bardii. Brał udział w bitwie koło przylądka Stilo 9 lipca 1940. W sierpniu, wrześniu i grudniu ostrzeliwał parokrotnie cele lądowe na wybrzeżu afrykańskim, m.in. Bardię i lotnisko w Sidi Barrani. Na przełomie lutego i marca 1941 operował z lotniskowcem „Formidable” na Morzu Czerwonym. 29 marca 1941 wziął udział w bitwie pod Matapanem.
18–20 kwietnia 1941 „Juno” osłaniał z głównymi siłami Floty operację konwojową na Maltę MD-2, a 21 kwietnia brał udział w bombardowaniu Trypolisu (operacja MD-3). Następnie, 22 kwietnia niszczyciele „Juno”, „Jervis”, „Janus” i „Jaguar” przebazowano na Maltę, w skład zespołu K. W nocy 23/24 kwietnia niszczyciele te wzięły udział w wypadzie z Malty na poszukiwanie włoskiego konwoju, którego nie odnaleziono, lecz „Juno” zatopił torpedami włoski statek „Egeo” (3311 BRT). 28 kwietnia „Juno” z innymi okrętami przebazował do Aleksandrii, eskortując transportowiec „Breconshire”.
1 maja, podczas atakowania okrętu podwodnego, na skutek przedwczesnego wybuchu bomby głębinowej zginęło na „Juno” 5 członków załogi, a 11 zostało rannych. W dniach 6-12 maja „Juno” wziął udział w dalekiej osłonie konwojów na Maltę i do Egiptu - operacje Tiger i MD-4. W trzeciej dekadzie maja 1941 „Juno” uczestniczył w bitwie o Kretę, w składzie zespołu Force C (z krążownikami HMS „Naiad”, HMAS „Perth” i niszczycielami HMS „Kandahar”, „Kingston”, „Nubian”). W nocy na 21 maja wraz z krążownikiem „Naiad” i niszczycielem „Kandahar” odparł atak 6 włoskich kutrów torpedowych MAS w cieśninie między Kasos a Kretą. „Juno” został następnie zatopiony 21 maja 1941 ok. godz. 13 trzema bombami przez włoski samolot CANT Z.1007 z 50. pułku (50. Gruppo) na południe od Krety, na pozycji 34°35′N 26°34′E/34,583333 26,566667. 128 osób zginęło, 21 osób zostało rannych; 6 oficerów wraz z dowódcą i 91 marynarzy uratowały niszczyciele HMS „Kingston”, „Kandahar” i „Nubian”.
Dowódcy:
- 1939–1940: Cdr W. Wilson
- 1940–1941: Cdr John Tyrwhitt

## Dane techniczne
Opis okrętu i szczegółowe dane – zobacz Niszczyciele typu J/K/N
Uzbrojenie i wyposażenie:
Uwaga – dane dotyczące zmian uzbrojenia i wyposażenia odnoszą się ogólnie do okrętów typu J, daty zmian w przypadku konkretnego okrętu są orientacyjne.
- 6 dział 120 mm QF Mk XII na podwójnych podstawach CP Mk XIX, osłoniętych maskami (3xII)
  - długość lufy: L/45 (45 kalibrów), donośność maksymalna 15 520 m, kąt podniesienia +40°, masa pocisku 22,7 kg
- 4 automatyczne armaty przeciwlotnicze 40 mm Vickers Mk VIII („pom-pom”) poczwórnie sprzężone na podstawie Mk VII (1xIV)
- 2-4 automatycznych działek plot 20 mm Oerlikon 20 mm (od 1941, ilość stopniowo wzrastała, 2xI do 4xI zamiast wkm)
- 8 wkm plot 12,7 mm Vickers Mk III (2xIV) (do 1941)
- 10 wyrzutni torpedowych 533 mm w dwóch aparatach torpedowych PR Mk II (2xV), 10 torped Mk IX[e]
- 1 zrzutnia na 6 bomb i 2 miotacze bomb głębinowych (20 bomb głębinowych)

Wyposażenie
- hydrolokator ASDIC
- system kierowania ogniem artylerii: dalocelownik (DCT) i główny dalmierz (na nadbudówce dziobowej)
- radar dozoru ogólnego Typ 286 (od ok. 1941, na głównym maszcie)
- radar kierowania ogniem plot Typ 285 (od ok. 1941, na stanowisku dalmierza)